# Edin Mujčin
Edin Mujčin (Bosanski Brod, 14. siječnja 1970.) je bosanskohercegovački umirovljeni nogometaš.
Većinu karijere je proveo u zagrebačkom Dinamu gdje je igrao od 1995. do 2001. i od 2002. do 2005. S Dinamom je osvojio nekoliko naslova državnog prvaka i igrao je u Ligi prvaka i Kupu UEFA. Prije Dinama nastupao je za Polet Bosanski Brod, Marsoniju, a sezonu 2001./02. je proveo u japanskom JEF Unitedu.
Dvije sezone proveo je u Kamen Ingradu, tada prvoligašu, iz kojeg odlazi 2007. nakon ispadanja kluba u 2. HNL.
2007. nastupa za Lokomotiva Zagreb u 3. HNL, dok od sezone 2008./09. nastupa za trećeligaša Lučko. Pred kraj karijere je odigrao još jednu sezonu u Savskom Marofu da bi se od aktivnog nogometa oprostio igrajući za Zelinu. 
Za reprezentaciju BiH je odigrao 24 utakmice i postigao 1 zgoditak.